# Two Sisters

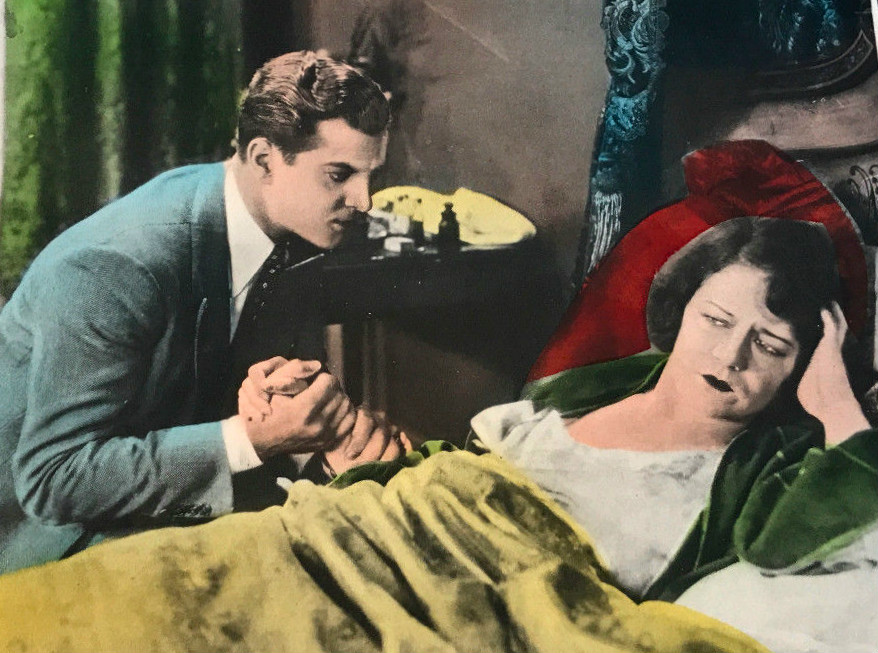
Carte promotionnelle du film Two Sisters avec Viola Dana.

Two Sisters est un film américain réalisé par Scott Pembroke et sorti en 1929.

## Synopsis
Deux jeunes femmes, une gentille et l'autre sournoise, sont suspectées d'un meurtre.

## Fiche technique
- Réalisation : Scott Pembroke
- Scénario : Arthur Hoerl, Virginia Terhune Vandewater
- Photographie : Hap Depew
- Genre : Drame[1]
- Distributeur : Rayart Pictures
- Durée: 6 bobines[2]
- Date de sortie : 23 mars 1929

## Distribution
- Viola Dana : Jean / Jane
- Rex Lease : Allan Rhodes
- Claire Du Brey : Rose
- Thomas G. Lingham : Jackson
- Irving Bacon : Chumley
- Thomas A. Curran : Juge Rhodes
- Boris Karloff : Cecil
- Adeline Ashbury : Mrs. Rhodes